# Arcadi Badia Joval
Arcadi Badia Joval (Barberà del Vallès, 16 de febrer de 1893 - Sabadell, 30 d'abril de 1980) fou un obrer de la llana i sindicalista.

## Biografia
D'ofici pastisser, era fill de Joaquim i Teresa, que formaven un matrimoni senzill, que es va trencar quan Joaquim i una germana més petita van morir, quan Arcadi només tenia quatre anys. La mort del pare el va obligar a treballar de ben petit i no va poder anar a cap escola, de manera que aprengué a escriure i llegir un cop tingué prou diners per pagar-se un mestre particular, quan sortia el vespre de treballar.
Es va casar pel civil, en una època que era molt poc habitual aquest tipus de casaments, als 33 anys a l'Ajuntament de Sabadell, amb Eulàlia Renom que en tenia 24, germana petita de la regidora republicana federal i feminista, Fidela Renom. S'havien conegut al Centre d'Estudis Psicològics, centre que reunia els sabadellencs de mentalitat oberta i progressista de l'època. Al casament hi van assistir nombroses personalitats locals: Josep Soler, president del Centre d'Estudis Psicològics o el Dr. Relat i l'Argany, amic personal d'Arcadi Joval. Un cop casats van obrir una botiga de queviures a l'avinguda de l'Onze de Setembre, 7, que passada la guerra es convertiria en una pastisseria.
Va compartir converses amb personalitats rellevants de la vida social i política catalana, com l'advocat laboralista Francesc Layret –que va ser assassinat per pistolers de la patronal–; Joan Sala i Rovira, president del Círcol Republicà Federal (CRF), i amb el que seria president de la Generalitat de Catalunya, Lluís Companys, també relacionat amb els sindicalistes i anarcosindicalistes pel fet de ser advocat laboralista.
Durant la guerra, la botiga va patir la falta de comestibles, però gràcies a l'ajuda del seu amic Joan Balart, empresari de maquinària industrial i també republicà federal i posteriorment d'ERC, va poder tirar endavant la pastisseria que va obrir després de la guerra, proporcionant-li aquest la maquinària. El treball de pastisser li agradava, però encara li deixava menys temps lliure. Un cop jubilats, van traspassar el negoci als seus nebots.
Arcadi també tenia molts interessos culturals, per la qual cosa ajudà diverses entitats culturals. Les poques vegades que no es veia obligat a tirar endavant la pastisseria, aprofitava per fer una escapada al Liceu, al Palau de la Música o l'Orfeó, entitat de la qual era soci protector.